# Laundos
Laundos (erradamente grafado Laúndos) é uma povoação portuguesa do Município da Póvoa de Varzim que é sede da Freguesia de Laundos, freguesia com 8,53 km² de área e 1937 habitantes (censo de 2021), tendo, por isso, uma densidade populacional de 227,1 hab./km².
O seu nome provém de Montis Lanutus.

## Geografia
Laundos localiza-se no extremo da Légua da Póvoa a 7,5 km da cidade, tendo como limites as freguesias de Estela a oeste, Aver-o-Mar, Amorim e Terroso a sul, Rates a este e com o Município de Barcelos a norte.
Os lugares da freguesia são: Águas Férreas, Igreja, Laundos, Machuqueiras, Outeiro, Pé do Monte, Rapijães, Real, Recreio e Senhora da Saúde.
Encontra-se na freguesia o monte de São Félix, o monte de Laúndos, com o Castro de Laundos, um possível posto da Cividade de Terroso. A freguesia é talvez mais conhecida por se situar no extremo da "légua da Póvoa". Dado que não se sabe ao certo onde começa esta légua e que tamanho tem. A expressão "tamanho da légua da Póvoa" passou a ser uma expressão portuguesa usada para algo com uma medida grande e da qual se duvida. Durante a época feudal, o monte aparece referenciado como subtus mons Lanudos, o limite territorial administrativo e militar de Villa Verazim, a Póvoa de Varzim moderna.
Laundos possui um dos mais importantes parques industriais da Póvoa de Varzim.

## Turismo
A principal atração da freguesia é o Monte de São Félix. No seu cume os visitantes podem usufruir duma vista panorâmica única, moinhos tradicionais, uma estalagem e o santuário de São Félix.
Alguns dos tradicionais moinhos do Monte de São Félix são centenários, enquanto que o maior moinho do Monte foi construído como residência de férias.
Também no topo, está o Monumento ao Emigrante, dedicado aos Lanutenses que partiram para o estrangeiro em busca de uma vida melhor. O marco é simbolizado por uma família caminhando na rampa de um navio em direção a um novo mundo, e cada integrante da família representa diferentes valores, como coragem, esperança e generosidade [carece de fontes?].

## Demografia
A população registada nos censos foi:
| Distribuição da População por Grupos Etários | Distribuição da População por Grupos Etários | Distribuição da População por Grupos Etários | Distribuição da População por Grupos Etários | Distribuição da População por Grupos Etários |
| -------------------------------------------- | -------------------------------------------- | -------------------------------------------- | -------------------------------------------- | -------------------------------------------- |
| Ano                                          | 0-14 Anos                                    | 15-24 Anos                                   | 25-64 Anos                                   | > 65 Anos                                    |
| 2001                                         | 449                                          | 379                                          | 1119                                         | 184                                          |
| 2011                                         | 369                                          | 270                                          | 1161                                         | 255                                          |
| 2021                                         | 238                                          | 244                                          | 1033                                         | 422                                          |

## Paróquia
Paróquia antiga, já existia no século XI.

## Património
- Castro de Laundos
- Mamoa de Monte Redondo